# Церковь Трёх Святителей в Огородниках
Церковь Трёх Святителей в Огородниках (Трехсвятительская церковь, Трёх Святителей церковь у Красных Ворот) — утраченный православный храм, располагавшийся в Москве в районе Красных Ворот.

## История
Храм был освящён в честь каппадокийских отцов церкви — Василия Великого, Григория Богослова и константинопольского патриарха Иоанна Златоуста. Деревянная церковь, на месте которой в 1699 году на средства подьячего Приказа Большой казны Ивана Венюкова был построен каменный храм, была известна с 1635 года, сведения о существовании деревянного храма встречаются также в 1686 году. О строительстве каменного здания в 1699 году известно из грамоты святейшего патриарха Московского Адриана. Согласно протоколу осмотра церкви членами Комиссии по изучению старой Москвы, записанному Михаилом Александровским в 1923 году, наличие в ней иконы «Неопалимая Купина» и ряд книг 1677, 1681 и 1699 года могли свидетельствовать о том, что она была основана уже в XVI веке и пережила «польское лихолетье».
Освящение храма состоялось 31 мая 1705 года, его совершил митрополит Стефан (Яворский). Деревянный храм располагался в Огородной слободе, от которой получил называние «церковь в Огородниках», или же «в Старых Огородниках». Название «у Красных Ворот» церковь получила после того, как невдалеке была построена триумфальная арка в честь победы в Полтавской битве.
В середине XVIII века (по другим данным — в его конце, в 1798 году) к храму была пристроена колокольня. Кроме того, в 1769 году к храму был пристроен придел святого Харлампия, епископа Магнезийского, переделанный в 1823 году, а в 1798 году — придел во имя Иоанна Богослова. Таким образом, приделов в храме стало три. По другим данным, Богословский придел был построен вместе с каменной церковью, а освящен 11 января 1700 года.

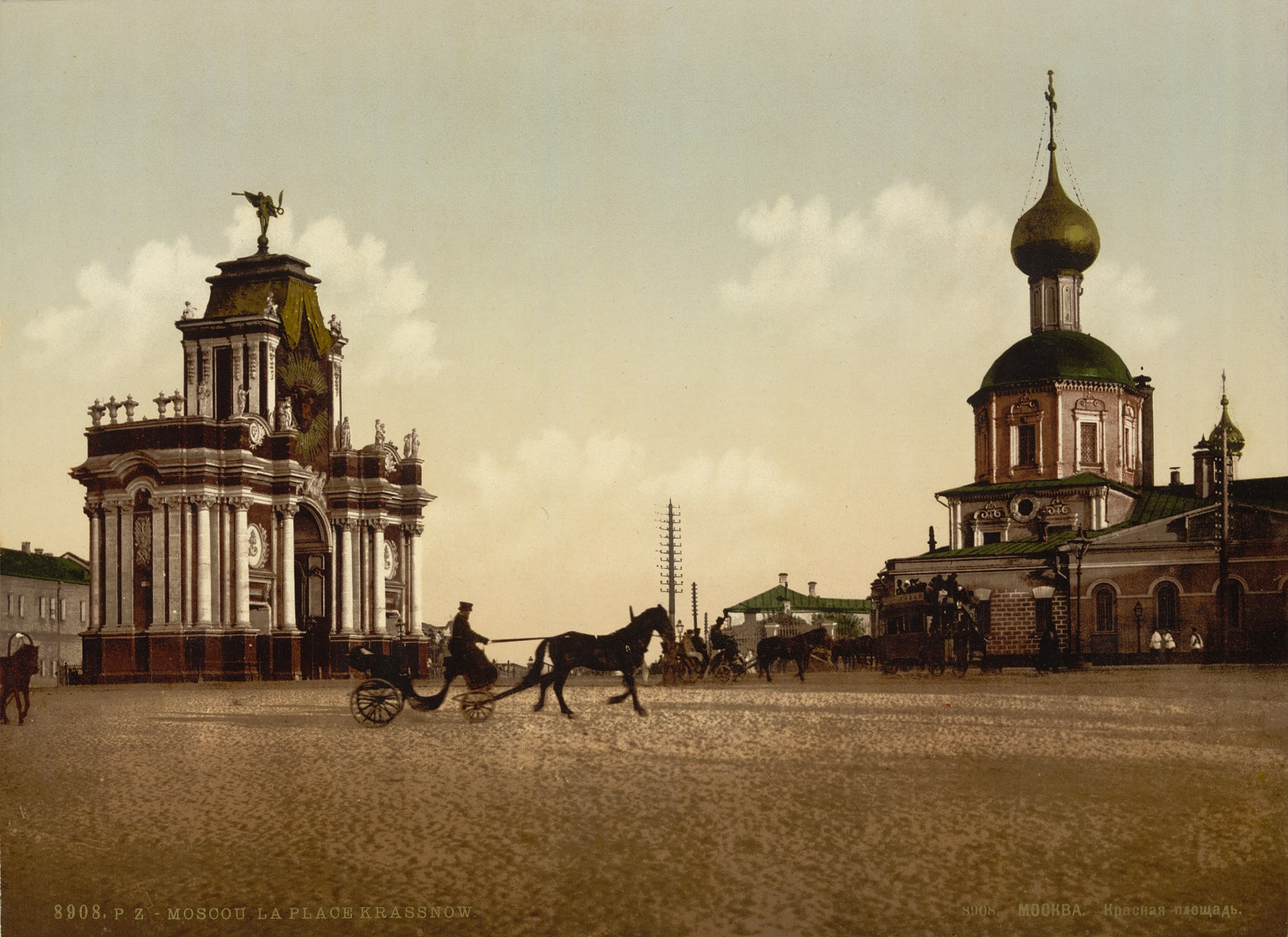
Церковь и Красные ворота в конце XIX века.

Храм принадлежал к Сретенскому сороку.В 1874 году к храму было приписано 65 дворов, 684 мужских и 745 женских душ. За ним также числился один двор старообрядцев с 1 мужской и 3 женскими душами, кроме того, 3 двора иноверцев. Храм имел 220 рублей и 26 копеек процентов с капитала. Утвержденное в 1864 году «Положение о приходских попечительствах при православных церквах» опиралось на опыт благотворительности ряда московских церквей, среди которых была и Трехсвятительская, в которых забота о благотворительности в приходах в значительной мере возлагалась на состоятельных прихожан.
Мимо этой церкви проезжала в апреле 1742 года, направляясь на коронацию, императрица Елизавета Петровна. После этого на ее главке был установлен венец. 11 октября 1814 года в Трехсвятительском храме был крещен поэт Михаил Юрьевич Лермонтов, который родился в доме поблизости. В 1882 году в храме отпевали скончавшегося Михаила Дмитриевича Скобелева, сквер возле церкви в 1909 году рассматривали как одно из возможных мест установки памятника прославленному генералу.

## Закрытие и снос

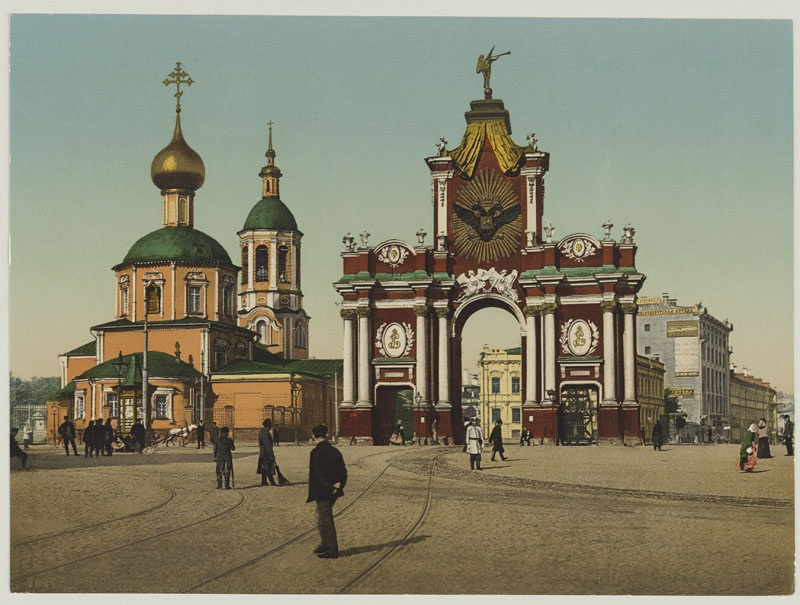
Церковь Трёх Святителей и Красные ворота перед революцией

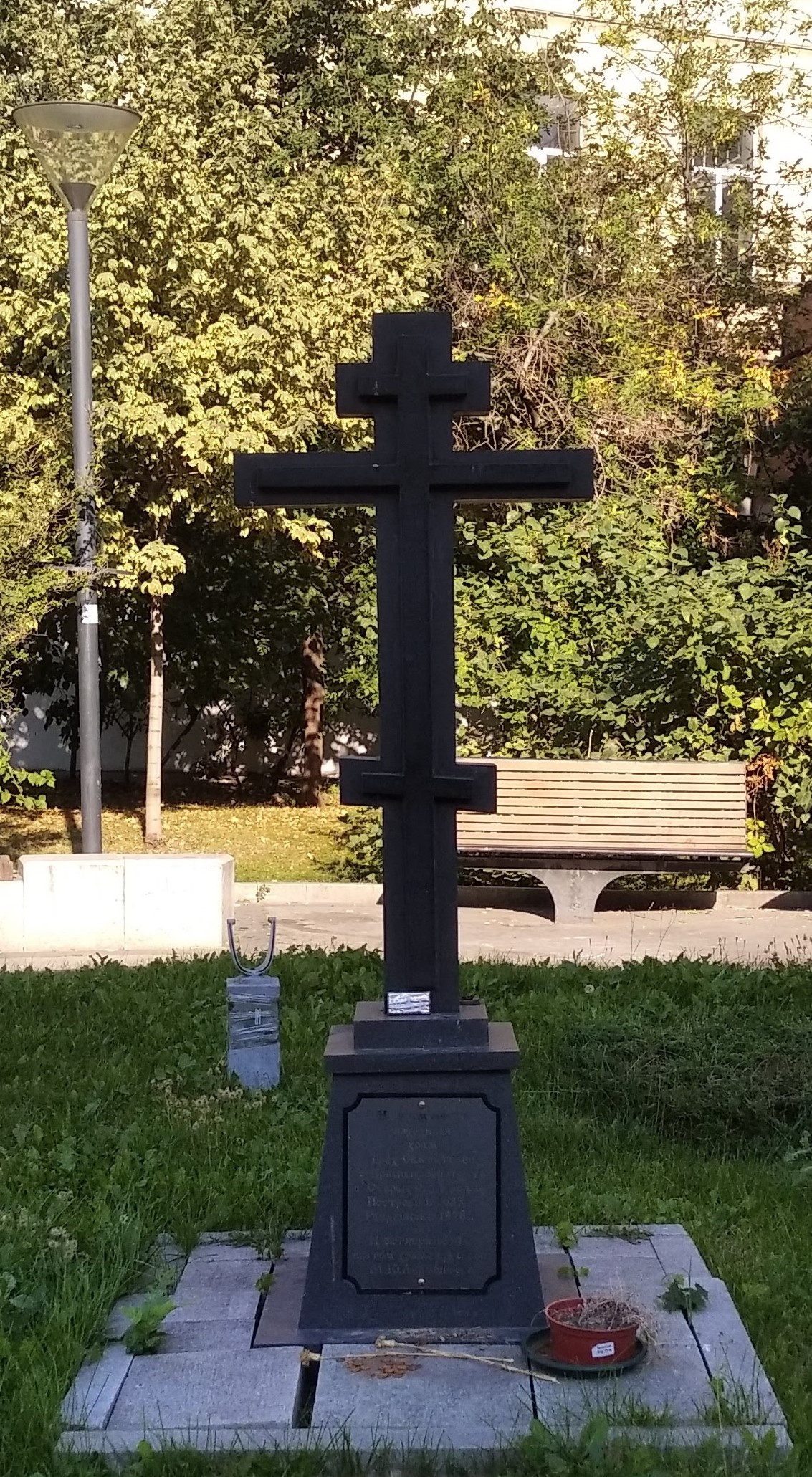
Памятный крест на месте, где находилась церковь Трёх Святителей Вселенских в Огородниках

Вопрос о сносе Трёхсвятительской церкви поднимался уже в середине 1920-х годов в связи с вопросом о сносе Красных Ворот для расширения проезжей части Красноворотской площади. Решение об этом было принято Президиумом Моссовета 22 декабря 1926 года, несмотря на протесты архитектурной общественности Москвы, которую неоднократно ставили перед выбором перед сохранением только одного из памятников: храма или триумфальной арки. В защиту храма включились Игорь Грабарь и народный комиссар просвещения Анатолий Луначарский, приостановивший снос личными обращениями в Президиум ВЦИК, Совнарком, НКВД, Президиум Моссовета и другие учреждения. Следующие доводы в пользу сохранения Трёхсвятительской церкви приведены в протоколах заседаний комиссии о сносе зданий Красных Ворот и церкви Трёх Святителей:

Облик здания очень характерен для той эпохи древне-русского строительства, когда иноземные влияния стали преобладающими: восьмигранная форма верхней части создана под влиянием украинского деревянного строительства, а восьмигранная люкарна на северной стене с вычурным фигурным обрамлением навеяна образцами голландской или немецкой резьбы того времени. Весь силуэт здания с большим полусферическим куполом и сильно вытянутой главкой очень красив и представляет в сочетании с Красными Воротами чрезвычайно живописную группу, вносящую разнообразие в общий городской пейзаж.
Луначарский выступал с предложением расширить проезжую часть не за счёт сноса храма, а «устранением ларьков у тротуара и палисадника, примыкающего к церкви». Для сохранения церкви при освобождении места для дорожного движения предлагалось также снести северную пристройку к храму, сооруженную в 1822 году. 29 марта 1927 года с Моссоветом было достигнуто соглашение о том, что разобраны будут только пристройка 1822 года и ограда храма, причем расходы на это мероприятие согласился взять на себя приход, однако уже в апреле комиссия по вопросу о сломке церкви постановила, что «вся церковь будет снесена, когда явится необходимость в расширении площади».

Окончательно решение о сносе храма ВЦИК принял в период между 18 сентября 1927 года и 18 февраля 1928 года. Уже 19 февраля 1928 года прихожане храма святого Николая на Мясницкой улице, протестовавшие против его закрытия и сноса, заявляли, что после ликвидации Трёхсвятительской церкви потребность в их храме у верующих сильно возрастет: 
Потребность в нашем храме для верующих и теперь велика, а в ближайшем времени должна возрасти ещё за счёт массы прихожан ближайшего к нашему храму Трёх святителей, что на Красноворотской площади, который, как известно, подлежит разборке.
Заявление прихожан церкви Св. Николая на Мясницкой улице во ВЦИК с просьбой не закрывать и не разрушать их храм
В марте 1928 года работы по сносу уже шли. Церковь была снесена в мае 1928 года с демонтажем Красных Ворот.

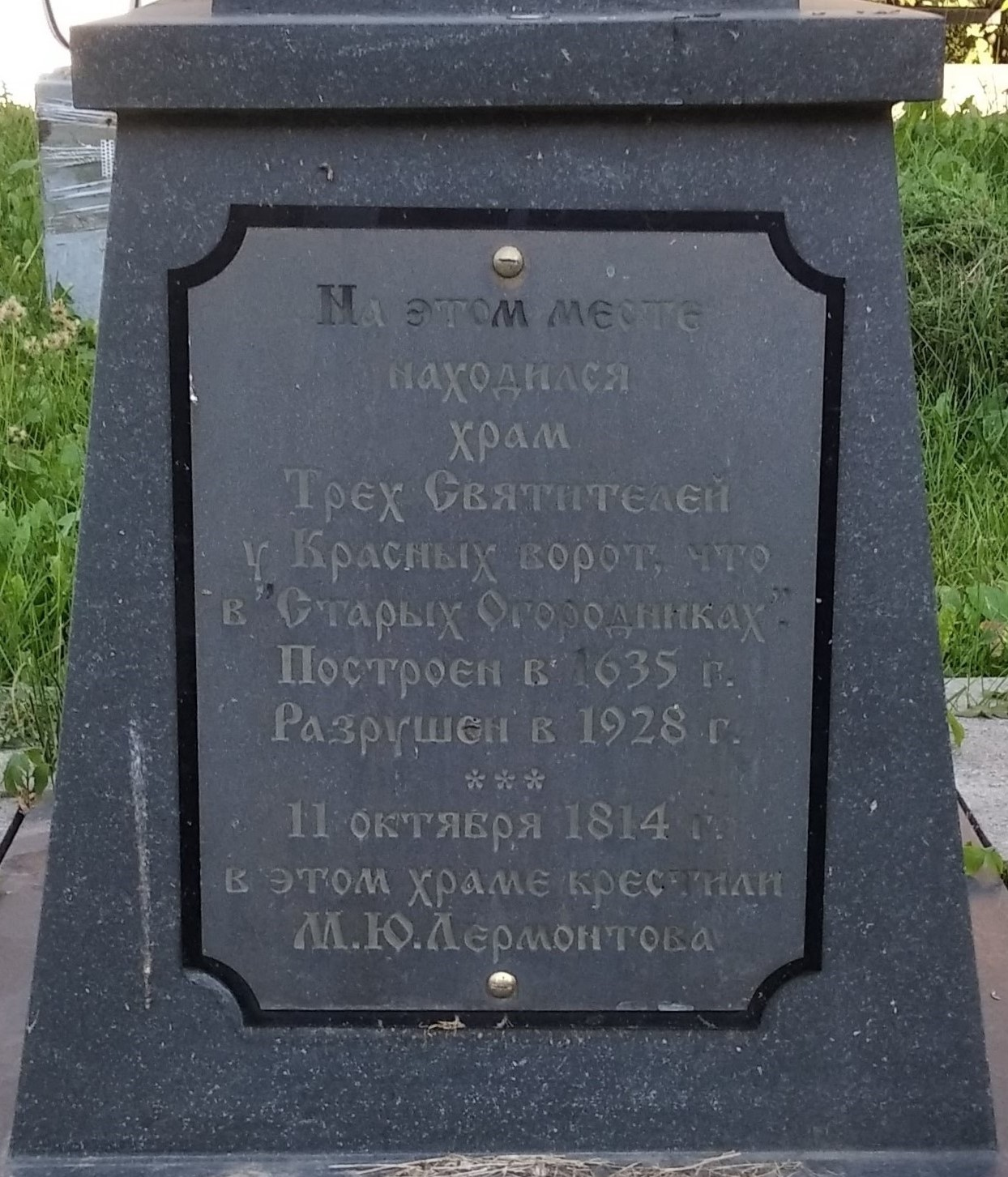
Табличка на памятном кресте

12 февраля 2015 года в день памяти Трёх Святителей на месте разрушенного храма был освящён поклонный крест.

## Иконостас храма
В начале XVIII века иконописцами круга Оружейной палаты Московского Кремля для храма Трех Святителей у Красных Ворот был создан шестиярусный барочный иконостас. На момент начала работ по сносу церкви в 1928 году он все еще находился внутри храма. 6 марта 1928 года при участии представителей Центральных государственных реставрационных мастерских и Мосгубмузея МОНО было принято решение о сохранении иконостаса и желательной перевозки его в одну из московских церквей — рассматривались храмы в селе Алексеевском, и Иоанна Воина на Якиманке. Несмотря на то, что последний не был готов принять иконостас разрушаемого храма — из него предстояло вывезти собственный, — с 7 по 24 апреля 1928 года были произведены необходимые обмеры, иконостас был сфотографирован и перенесен на новое место.